# LaQuinton Ross
Pour les articles homonymes, voir Ross.
LaQuinton Ross, né le 18 novembre 1991 à Jackson au Mississippi, est un joueur américain de basket-ball.